# Новосёлки (Кривошинский сельсовет)
Новосёлки (бел. Навасёлкі) — деревня в Ляховичском районе Брестской области Республики Беларусь. В составе Кривошинского сельсовета.

## География
Ближайшие населённые пункты Залужье, Липск, Святица и др.

## История
В 1909 году в Хотыничской волости Пинского уезда Минской губернии.
В 1940 — 1954 годах центр Новосёлковского сельсовета Ганцевичского района Пинской области. В 1954 — 1957 годах в составе Святицкого сельсовета Ганцевичского района Брестской области. С 22 апреля 1957 года в Кривошинском сельсовете Ляховичского района. В 1997 — 2013 годах в составе восстановленного Святицкого сельсовета Ляховичского района. С 20 декабря 2013 года снова в Кривошинском сельсовете.

## Население

### Численность
- 2009 год — 180 жителей

### Динамика
- 1909 год — 343 жителей, 47 дворов[2]
- 1999 год — 286 жителей (перепись населения)
- 2009 год — 180 жителей (перепись населения)[2]

## Достопримечательность
- Курганный могильник периода раннего Средневековья (IX–XIII вв.), в лесу (Новосёлковское лесничество, квартал 44, выделы 9, 15), с двух сторон от дороги на д. Залужье, 2,6 км на запад от деревни Новосёлки —  Историко-культурная ценность Республики Беларусь, шифр 113В000479.

## Ссылка
- Ляховичский райисполком.